# Akira Oda
Akira Oda (織田あきら, Oda Akira), né le 20 octobre 1950 est un acteur japonais. 

## Biographie
En France, bien que son nom ne soit pas très connu, Akira Oda s'est fait remarquer par son rôle de Ryu (Staros) dans la série télévisée San Ku Kaï.

## Filmographie sélective

### Cinéma
- 1973 : La Ballade de Tsugaru (津軽じょんがら節, Tsugaru jongara bushi?) de Kōichi Saitō : Tetsuo Iwaki
- 1975 : Super Express 109 (新幹線大爆破, Shinkansen Daibakuha?) de Jun'ya Satō : Hiroshi Ōshiro

### Télévision
- 1979 : San Ku Kaï : Ryû